# Koroghlou
 (juin 2019).
Si vous disposez d'ouvrages ou d'articles de référence ou si vous connaissez des sites web de qualité traitant du thème abordé ici, merci de compléter l'article en donnant les références utiles à sa vérifiabilité et en les liant à la section « Notes et références ».
L'épopée de Köroğlu (« le fils de l'aveugle ») est une légende importante dans les traditions orales des peuples turcs. Au Turkménistan, le héros est connu sous le nom de Görogly (« le fils de l'aveugle »). L'épopée commence alors que le seigneur féodal Hassan Khan aveugle son gérant d'écurie, Ali, pour une faute légère en lui arrachant les yeux. L'historicité de la personne de Koroghlou serait étayée par plusieurs preuves. La tradition poétique azerbaïdjanaise en fait un contemporain de Chah Abbas Ier. À la fin du XVIe siècle, l'un des chefs de la rébellion djelali, qui a éclaté en Azerbaïdjan, dans la zone frontalière entre la Perse et la Turquie, s'appelait Koroghlou ; selon Pertev Boratav, le sultan ottoman ordonna entre 1580 et 1582 d’attraper ce Koroghlou (Reuvchan de son nom).

## Légende
En turc, köroğlu signifie « le fils de l'aveugle » et fait référence à un célèbre troubadour dont la réputation s'étendit à tout le Caucase, mais aussi en Perse et dans l'Asie centrale. Selon la tradition populaire, et le chant épique également nommé Kioroglu, datant probablement du XVIe siècle, le héros apparaît comme un équivalent du Robin des Bois de la littérature anglaise. 
En tant que légende commune à plusieurs cultures différentes, l'épopée de Köroğlu existe dans de nombreuses variantes dans des langues turques différentes. Cependant, le thème commun à toutes les versions est celui du héros défendant son clan ou sa tribu contre les menaces extérieures. Dans de nombreuses de ces versions, Köroğlu gagne son nom de l'aveuglement par erreur de son père, un acte pour lequel il cherche à se venger et qui initie toute une série d'aventures. Il est décrit à la fois comme un bandit et un poète. Opposé aux riches, réfractaire devant l'autorité, il vient en aide aux pauvres. 
Du fait de sa popularité et de cette attitude héroïque classique, il n'a pas été possible aux historiens de l'identifier avec un quelconque personnage ayant vécu réellement. Sa figure légendaire se trouva pourtant incarnée, dans une certaine mesure, au XXe siècle, en la personne de Çakırcalı Mehmet Efe (1872-1912), plus connu sous le nom de Çakıcı. 

## Tradition poétique
Le long poème narratif consacré à Köroğlu est étroitement associé avec la tradition des ashiks, poètes et chanteurs itinérants d'Asie mineure. En dehors de la forme instrumentale fixe, les mélodies ont été reprises de diverses façons dans l'ensemble des populations caucasiennes. Le discours narratif, qui s'apparente au genre de la hikayeest souvent interrompu par des interpolations de chansons plus récentes.

## Musique
köroğlu désigne un chant et danse populaire mesuré à cinq temps (2+3) traditionnellement pratiqué par les populations rurales, dans la région d'Aydın en particulier. 

## Traductions
L’écrivain George Sand est la première à traduire en français l’histoire de Kourroglou, sous le titre Les Aventures et les Improvisations de Kourroglou, recueillies en Perse par M. Alexandre Chodzko, abrégé ensuite en Kourroglou . Elle publie cette œuvre dans la Revue indépendante, du 10 janvier au 10 avril 1843.

Dans sa préface, elle s’enthousiasme pour Kourroglou qu’elle présente comme un personnage historique, bandit-ménestrel ayant vécu en Perse dans la seconde moitié du XVIIe siècle. 
« C’est le nomade dans toute sa poésie plaisante et terrible, écrit-elle, c’est le guerrier asiatique dans toute son exagération fanfaronne, c’est le brigand de la Perse dans toute sa ruse, dans toute sa férocité et dans toute son audace.» 
Sa préface nomme également Alexandre Chodzko, celui qui a passé onze ans à recueillir des bribes de l’épopée de Kourroglou sur ses terres natales, pour les traduire en anglais. C'est cette œuvre que George Sand a utilisée pour la retranscrire en français.
Il n'y a pas eu de traduction en français depuis.

## Toponymie
Görögly, la variante turkmène du nom, est communément utilisée pour nommer les rues et les districts du Turkménistan : l'avenue Görögly traverse Achgabat ; c'est également le nom d'un village près de Dashoguz.

## Culture
Depuis 2015, l'UNESCO a inscrit, sur sa liste représentative du patrimoine culturel immatériel de l’humanité, le chant épique Görögly, tradition de spectacle oral narrant les exploits du héros légendaire national.